# Landsat 4
A Landsat 4 amerikai földfigyelő műhold.

## Küldetés
Célja, hogy új technikai eszközökkel segítse a mezőgazdaság terméshozamát, jelezze az ásványi helyeket, az időjárási (vihar, hó, árvíz, tűz), a növényi betegségi, a vízben- tápanyagban szegény területeket.

## Jellemzői
Tervezője a NASA, kivitelezője a General Electric (GE), üzemeltetők a Belügyminisztérium (DOI) valamint US Geological Survey (USGS).
Megnevezései: Landsat–4; Landsat 4; COSPAR: 1982-072A; Kódszáma: 13367.
1982. július 16-án a Vandenberg légitámaszpontból, az LC–2W (LC–Launch Complex) jelű indítóállványról egy Thor-Delta 3920 (648/D163) hordozórakétával állították alacsony Föld körüli pályára (LEO = Low-Earth Orbit). Az orbitális pályája 98,83 perces, 98,26 fokos hajlásszögű, elliptikus pálya perigeuma 697 kilométer, az apogeuma 708 kilométer volt.
Tömege 1938 kilogramm. A kamerákat összefogó test egy keskeny henger (átmérője 1,6 méter), melyre kúpos csővázon (legnagyobb magassága 3,1 méter) helyezték el a napelemeket (fesztávolsága 3,4 méter), a működést biztosító berendezéseket, üzemanyagtartályt, TDKR antennát, a telemetria (azonnali, illetve mágnesszalagról biztosított képtovábbítás) berendezést – széles sávú modult (WBM) , a helyzetstabilizáló egységet, a globális helymeghatározó rendszert (GPS). A stabilizálást, pályakorrekciók lehetőségét gázfúvókák segítették. Az űreszköz két kamerával, három RBV (Return Beam Vidicon) és egy négysávos MSS (Multi Spectral Scanning) kamerával fényképezte a pályasíkjába eső amerikai területeket. Pályasíkja alapján 18 naponként készített ismétlődő felvételeket.
Fényképeit összehasonlították a NASA egyéb műholdjainak felvételeivel, valamint repülőgépes felvételeivel. Az űreszközhöz, csuklós felfüggesztéssel napelemeket rögzítettek, biztosítva a Nap felé fordulást, éjszakai (földárnyék) energia ellátását nikkel-kadmium akkumulátorok biztosították. Technikai okok miatt elvesztette napelemeinek felét, így szolgálatát nem tudta maximálisan segíteni. Indítani kellett a Landsat 5 egységet.
1993-ban szolgálatát befejezte. A légkörbe történő belépésének ideje ismeretlen.